# كيث جوزيف
كيث جوزيف (بالإنجليزية: Keith Joseph) هو سياسي بريطاني، ولد في 17 يناير 1918 في لندن في المملكة المتحدة، وتوفي بنفس المكان في 10 ديسمبر 1994. حزبياً، نشط في حزب المحافظين.

## مناصب
- في الانتخابات الفرعية في مجلس العموم البريطاني [الإنجليزية]‏، انتخب عضو البرلمان الحادي والأربعين للمملكة المتحدة ‏ عن دائرة ليدز الشمالية الشرقية (9 فبراير 1956 – 18 سبتمبر 1959).
- في الانتخابات العامة في المملكة المتحدة 1959 [الإنجليزية]‏، انتخب عضو البرلمان الثاني والأربعون للمملكة المتحدة ‏ عن دائرة ليدز الشمالية الشرقية (8 أكتوبر 1959 – 25 سبتمبر 1964).
- في الانتخابات العامة في المملكة المتحدة 1964 [الإنجليزية]‏، انتخب عضو البرلمان الثالث والأربعون للمملكة المتحدة عن دائرة ليدز الشمالية الشرقية (15 أكتوبر 1964 – 10 مارس 1966).
- في الانتخابات العامة في المملكة المتحدة 1966 [الإنجليزية]‏، انتخب عضو البرلمان الرابع والأربعون للمملكة المتحدة عن دائرة ليدز الشمالية الشرقية (31 مارس 1966 – 29 مايو 1970).
- في الانتخابات العامة في المملكة المتحدة 1970، انتخب عضو البرلمان الخامس والأربعون للمملكة المتحدة عن دائرة ليدز الشمالية الشرقية (18 يونيو 1970 – 8 فبراير 1974).
- في الانتخابات العامة في المملكة المتحدة فبراير 1974 [الإنجليزية]‏، انتخب عضو البرلمان السادس والأربعون للمملكة المتحدة عن دائرة ليدز الشمالية الشرقية خلال فترته النيابية ‏ (28 فبراير 1974 – 20 سبتمبر 1974).
- في الانتخابات العامة في المملكة المتحدة أكتوبر 1974 [الإنجليزية]‏، انتخب عضو البرلمان السابع والأربعون للمملكة المتحدة عن دائرة ليدز الشمالية الشرقية خلال فترته النيابية ‏ (10 أكتوبر 1974 – 7 أبريل 1979).
- في الانتخابات العامة للمملكة المتحدة 1979 [الإنجليزية]‏، انتخب عضو البرلمان الثامن والأربعون للمملكة المتحدة عن دائرة ليدز الشمالية الشرقية خلال فترته النيابية ‏ (3 مايو 1979 – 13 مايو 1983).
- في الانتخابات العمومية للمملكة المتحدة 1983 [الإنجليزية]‏، انتخب عضو البرلمان التاسع والأربعون للمملكة المتحدة عن دائرة ليدز الشمالية الشرقية خلال فترته النيابية ‏ (9 يونيو 1983 – 18 مايو 1987).
- انتخب عضو مجلس اللوردات (12 أكتوبر 1987 – 10 ديسمبر 1994).
- انتخب عضو مجلس الشورى البريطاني.
- انتخب Secretary of State for Social Services [الإنجليزية]‏ (20 يونيو 1970 – 4 مارس 1974).
- انتخب وزير ظل الدولة للداخلية [الإنجليزية]‏ (13 يونيو 1974 – 11 فبراير 1975).
- انتخب وزير الدولة للأعمال والتجارة [الإنجليزية]‏ (4 مايو 1979 – 11 سبتمبر 1981).
- انتخب وزير التعليم [الإنجليزية]‏ (11 سبتمبر 1981 – 21 مايو 1986).

## روابط خارجية
- كيث جوزيف على موقع مونزينجر (الألمانية)
- كيث جوزيف على موقع إن إن دي بي (الإنجليزية)